# Vọng Giang
Vọng Giang (chữ Hán giản thể: 望江县, âm Hán Việt: Vọng Giang huyện) là một huyện của địa cấp thị An Khánh, tỉnh An Huy, Cộng hòa Nhân dân Trung Hoa. Huyện này có diện tích 1357 km², dân số 600.000 người, mã số bưu chính 246200, huyện lỵ đóng tại trấn Hoa Dương. Về mặt hành chính, huyện Vọng Giang được chia thành 8 trấn và 2 hương. 
- Trấn: Hoa Dương, Tái Khẩu, Nha Than, Trường Lĩnh, Thái Từ, Chương Hồ, Cao Thổ, Dương Loan.
- Hương: Lôi Trì, Lương Tuyền.